# 만능사원 오오마에
파견의 품격(ハケンの品格)은 일본 NTV에서 2007년 1월 10일 ~ 2007년 3월 14일 매주 수요일 오후 10시부터 10시 54분까지 방영한 드라마로, NTV를 비롯한, 요미우리 TV(이하 YTV - 긴키 광역권), 주쿄 TV 방송(이하 CTV - 주쿄 광역권), 후쿠오카 방송(이하 FBS) 등 26개 NNN 지역 민방 네트워크를 통해서 전국적으로 일제히 송출되어, 총 10화로 구성된 시노하라 료코 주연의 드라마이다. 대한민국에서는 SBS 드라마플러스를 통해 만능사원 오오마에라는 이름으로 방송되었으며, '파견의 품격'이라는 원 제목도 잘 알려져 있다.

## 개요
파견 직원 중 특A급인 슈퍼 파견직원 ‘오오마에 하루코’, 파견 사원 오오마에 하루코는 회사를 상대로 조건을 내건다. 계약기간은 3개월, 근무시간은 월요일부터 금요일 오전 9시부터 점심시간을 포함한 오후 18시까지, 정해진 시간만 일하며 계약기간 연장은 절대 없다. 담당 부서 이외의 일은 하지 않고, 잔업과 휴일출근 역시 하지 않는다. 일개의 파견 사원인 주제에 회사를 상대로 이런 가당치도 않은 조건을 내걸 수 있는 이유는 단 하나, 특A급 만능 파견 사원이기 때문이다. 차 끓이기, 크레인운전, 스테플러 빨리 박기, 러시아어, 엘리베이터 점검, 아나운서, 조산사, 검도, 식품 위생 관리자, 조리사, 화물차 운전 등 이력서란이 좁아서 전부 기록을 못했을 정도로 못 하는 게 없다.
하지만 그녀의 인간 관계는 전무, 특히 정규직 사원을 무시하는 말투와 행동으로 최단기간 최고로 많은 정규직 사원을 적으로 만들어낸다. 그런 그녀와 함께 파견된 신입 파견 사원은 아르바이트로 지내오다가 운 좋게 발탁된 신입 파견사원 ‘모리 미유키’. 많은 난관에 부딪히는 그녀이지만 여러 사람들과 부딪히고 도움을 받으며 성장한다. 상반된 뚜렷한 색깔을 지닌 두 명의 파견직원과 신설된 마케팅 부서의 정사원들이 펼쳐나가는 스토리는 유쾌하면서도 비단 일본의 문제뿐만이 아닌 비정규직 문제와 관련하여 많은 생각을 하게 만드는 작품이다.

## 등장 인물
오오마에 하루코 - 시노하라 료코(연수입：불명)
이 드라마의 주인공. 33세~34세, 파견 기업‘파견 라이프’의 특A급의 슈퍼 파견 사원. 시급은 파견으로서는 파격적인 3000엔 (참치 회 해체 쇼를 성공적으로 끝내 시급 3500엔이 됨). 파견일을 시작하면서 최초의 시급은 600엔의 슈퍼마켓의 계산원에서 시작했지만, 빠르고 정확한 일하는 모습으로 파견 회사의 두터운 신뢰를 얻게 되고, 그 노력 끝에 특A급이 된다. 대형 오토 자동차 면허부터 시작해서 핵연료 취급 자격증까지, 26개 혹은 그 이상의 자격증을 가지고 있어 이력서의 자격증란의 전부 쓸 수 없을 정도다. 파란색 파일로 정리를 해두어, 자격증·인증문서·면허증을 모두 파일철 해 두고 있다. 선거에 홍보 경험도 3도 있어, 그녀가 담당한 사람들은 모두 국회의원이 당선했다. 하지만 자동차 수리의 지식이 없고 (즉, 자동차 정비사 면허는 없다), 사람들과 대화하는 방법은 서툴다. 생활은 주로 파견으로 3개월 일을 하고, 계약이 종료되는 것과 동시에 3개월간 여행을 떠나고, 파견 취업중은 하루코 엄마의 친구인 아마야 마유코가 운영하는 있는 〈타블라오 (Tablao)〉식당에서 종종 무료로 도와주고 있고, 플라맹고를 춤추고 있다. 파견 생활에서 머무는 곳이기도 하다.
생일은 1971년 2월 14일. 부모님은 하루코가 어린 시절 일찍 죽었다. 그래서 하루코 자신의 일은 절대로 남에게는 이야기하지 않고, 휴대 전화의 번호도 가르치지 않고, 사람 사귐에 있어서는 매우 무뚝뚝하고 성격 역시 알 수 없는 쌓인 여성이다. 드라마에서 단 한 번, 미유키에 곤란한 일이 있어 하루코에게 전화를 걸었던 장면이 있다. 독불장군과 같은 성격이 있어, 상대가 상사라고 해도 단 한 번도 자신의 주장을 굽히지 않고 이야기해서, 쇼지를 포함해서 정식 사원들에게 반감을 산다. 또, 다른 사람의 능력은 객관적으로 분석해, 좋은 장점을 발견하기도 한다. 말버릇이라고 한다면, “~~입니다. 그게 무슨 문제라도? (**ですが それが何か？)”라는 말을 가장 많이 사용한다. 또, 사람 사귐에 서툴러서 다른 사람들에게 했던 행동이 틀렸거나 실패했을 경우에는 “나도 참....(私としたことが……)”이라는 말도 하곤 한다. 휴대 전화의 부재중 응답 메시지도 “오오마에 하루코입니다. 지금은 전화를 받을 수 없습니다. (大前春子です。出ません)”」라는 한 마디가 전부다.
파견 생활을 시작하기전, 도쿄 츄우신탁은행에 정식 사원으로 근무하고 있었던 적이 있지만, 경영란 해소를 위해 정리 해고 된 적이 있다. 정리 해고 된 이후에는 어시장에서 참치 회 해체쇼, 생선 경매 등의 어시장에서 1년간 일을 하였다. 하지만 어시장에서도 이유없이 해고 되었다. 이런 해고의 경험으로 정식 사원이 되는 것에 반감을 갖게 되었고, 회사를 신용하지 않게 되면서, 지금까지 함께 일 해 온 직장 동료들과 헤어지는 아픔을 더 이상 느끼고 싶지 않기 때문에 필요 이상으로 사람과 관계를 가지지 않게 되었다. 은행에서 일을 할 때만 해도, 매우 밝은 성격이며, 노래 부르는 것도 매우 좋아하는 여성이었다. 츠네씨처럼 인간적으로 정을 느낀 사람에게는 붙임성 있고 신뢰하기도 한다. 쇼지에게는 제3화 “일은 제대로 하네요. (仕事はできる)”라고 말하면서, 쇼지를 처음으로 인정하기도 하였다.
업무중에는 절대 휴대 전화를 켜지 않지 않는다. 복어 요리를 무척 좋아한다 (죽을 만큼 좋아(死ぬほど好き)라고 말한 적도 있다 - 최종회에서 복어 조리 자격증이 있는 것으로 나왔다). 또, 점심식사로 항상 고등어 된장조림을 먹고, 파견 도시락의 반찬으로도 고등어 된장조림을 강력추천한다. 최종회에서 S&F와 계약 만료 후, 쇼지가 소장을 맡고 있는 〈S&F〉자회사 〈S&F운수 나고야 영업소〉에 스스로 면접을 보러 가, 3개월의 계약으로 트럭 운전기사 계약직으로 근무하기 시작한다 (파견 매니저의 히토츠기를 통하지 않았기 때문에, 정식 파견 계약이 아니고, 쇼지 혹은 S&F운수 나고야 영업소 혹은 S&F 회사와 직접 계약한 것이다.).
모리 미유키 - 카토 아이(연수입：81만엔)
23세, 신입 파견 사원. 23세의 입사 시험에 모두 실패한 후, 아르바이트 생활을 하고, ‘파견 라이프’에 등록. 당초, 파견으로서 일한 경력이 없어 파견처가 나타나지 않았지만, 〈S&F〉 영업부 마케팅과로 하루코와 같은 기간 함께 파견 사원으로서 일하게 된다. 단, 이것도 오오마에 하루코와 함께라면 문제 없을 거라고 생각한 키리시마 부장으로 시작한 것이기도 하다. 하루코와는 반대로 사람 사귐이 매우 유하고 자연스럽고 좋아한다. 신입 사원 인데다가, 일한 경험 없음, 더군다가 성급하고 조바심 많은 성격 때에, 처음에 실패 끊어지지 않는다. 선배이자 같은 날 파견 일을 시작하게 된 하루코를 본인의 롤모델로 삼는다. 지진이 났었을 때, 자신을 지켜준 주임이자 정식 직원인 사토나카를 사랑하게 된다.
본래는 3월에 계약 종료였지만, 사토나카의 부탁으로 3개월 연장 계약 갱신이 정해지지만, 자신이 회사를 떠나지 않고 연장 계약을 하게 되면 다른 파견 사원들에게 피해가 되고, 정식 사원이 될 수 있는 점이 이미 취직한 정식 사원들에게는 미움을 받게 된다는 파견으로서의 이런 한계를 깨닫고, 계약 갱신을 거절한다. 그 후 정식 사원이 되기 위해서 소개 예정 파견(파견 사원으로서 일정기간 취업해, 그 후 회사에 적성있음으로 인정되면 정사원에 등용되는 제도)이 되기 위해 공부를 시작하도, 아르바이트 생활을 하면서 결국 〈S&F〉의 소개 예정 파견으로 일하게 되었다.
사토나카 켄스케 - 고이즈미 코타로(연수입：580만엔)
30세, 〈S&F〉 입사 8년째의 영업부 마케팅과 주임. 사람 좋은 성격으로 여성들에게 인기도 높다. 하지만 사람이 너무 좋아 정작 필요할 때 강하게 말을 하지 못하는 물러터진 성격이기도 하다. 참치 회 해체 소동에서 대신 해줄 사람을 찾지 못해 쇼지가 해고 당할 위기에 처해 있을 때, 하루코가 거절을 함에도 불구하고 몇 번이나 무릎 꿇고 머리를 숙이면서 부탁하는 등 주위 사람이 위기에 처했을 때에는 누구보다 강하게 나서기도 한다. 또, 하루코에게 강하게 말하지만 소용이 없자 강아지 눈이 되어 버린다(쇼지는 그런 이를 보고 미아가 엄마를 찾는 강아지와 같다고 표현하였다. 사실상 좌천과 마찬가지의 인사 이동으로, 마케팅부에 근무하는데 자기 나름대로 잘 해보려고 부서 직원을 격려하고 함께 해 간다. 한편으로는 파견 사원에게 반감을 갖고 있는 정식 사원의 자세에 의문을 갖고 고민하기 시작한다. 동기 입사의 쇼지와는 친구로, 서로의 능력을 인정하고 도와주는 좋은 관계이다. 미유키가 생각한 프리젠테이션 기획가 파견이라는 이유만으로 제외 되었을 때, 키리시마 부장에게 강력히 항의 하지만, 〈S&F〉의 자회사로 이동 되는 위기를 겪는다. 쇼지의 도움으로 면하였다.
정의감 가득한 성격으로, 상사가 말을 한다고 해도 자신이 가지고 있는 생각을 굽히지 않아, 키리시마 부장에게는 좋은 평가는 받지 못하기도 한다. 이른바 말하는 출세 노선에서 벗어나고 있다. 다른 정식 사원과 다르게 파견 사원들에게 제대로 이름에 "씨 (さん)"로 붙여 말하고, 파견은 정식 사원과 같다고 생각하고 파견에게도 똑같이 대한다. 하루코 역시 그에게만은 바른 태도로 대한다. 하루코와 함께 일을 하면서 그녀를 사랑한다. 하지만 하루코가 쇼지를 좋아하고 있는 것을 깨닫고, 쇼지와 몸싸움을 벌이기도 한다. 〈파견 도시락〉의 판매를 성공 시켜 〈사장상〉을 수상했지만, 〈파견 도시락〉은 하루코, 미유키 등 파견 사원들의 도움이 있었기 때문에 만들 수 있다고 소감을 말하며, 시상식 장에서 스스로 상을 받지 않는다. 그러나 그동안의 공을 인정받아 〈S&F운수 나고야 영업소〉에 전근한 쇼지 대신에 영업부 판매 제2부서의 주임으로 승진한다.
쇼지 타케시 - 오오이즈미 요(연수입(S&F영업)：625만엔·나고야 영업소로는 불명)
32세, 〈S&F〉영업부 판매2과 주임. 이전에는 인사부에 있었다. 사람과의 관계를 매우 잘 해두고 있어서 상사나 부하에게 신뢰가 꽤 강하다. 정식 사원이 정리 해고 되고, 대신에 사내에 파견 사원이 증가하고 있는 것을 한탄하면서 파견 사원에게는 차별하는 것이 당연하다는 의식을 갖고 있다. 또, 일이 조금 무리하게 크게 확장하거나 자신을 과잉 칭찬하거나 돋보기에 하려는 경향도 있다. 본사 영업부에 있었을 때에는 파견 사원을 심부름꾼 하는 대하고, 이것이 원인이 되어서 계약 조약보다 일을 제대로 하지 않거나 복수 하기 위해 일을 하지 않고 방관 하는 파견도 있었다.삶의 방법이 정반대로 하루코와는 물과 기름과 같은 관계도. 하루코에게는 항상 “인간으로서…”, “사회인으로서…” 말을 시작하여 하루코의 성격에 불평·불만을 하면서 하루코의 이름을 부르지 않고, 별명을 지어 부른다. 그러나, 참치 회 해체 사건 이후, 서서히 하루코의 실력을 인정하기 태어나 처음으로 사람을 사랑하게 되고 프로포즈까지 하지만, 하루코가 〈S&F〉에서 파견으로서 일하고 있하면서 계약 종료 날까지 프로포즈에 대답 하지 않았다.
자신의 머리카락인 파마머리로 남이 이야기를 하면 화를 낸다. 하루코에 ‘쿠루쿠루 파마’등으로 놀리고, 스트레이트 파마를 해보았지만 이것도 실패해서, ‘스트레이트’라고 하는 별명도 추가 되었다. 좋아하는 것은 야키소바 빵. 특기는 농담을 해가면서 스테이플러로 문서를 정리하는 것(대학시절, 아르바이트로 매일 1만번의 스테이플러로 문서 정리 함)이다. 쇼지가 만든 나고야 영업소의 구인 광고지에는 농담조의 표현이 있는데 이것은 그가 좋아하는 하루코를 의식한 문면이었다. 상사인 키리시마 부장에게는 무조건적인 복종을 하지만, 키리시마 부장이 없는 곳에서는 불평·불만을 이야기 한다. 나중에, 키리시마 부장이 알기도 한다.
〈파견 도시락〉을 둘러싼 소동으로 회사에 나오지 않고 조용히 사라지지만, 하루코와 사토나카가 그를 설득하여 다시 회사로 복귀한다. 그러나 문제를 일으킨 일에는 책임을 지고, 〈S&F〉의 자회사 〈S&F운수 나고야 영업소〉소장으로 근무하게 된다. 그곳에서는 ‘넥타이’라고 사람들에게 소외된다 (S&F운수는 운전을 하는 곳이기에 넥타이를 하고 양복을 입고 올 필요가 없는 곳이기 때문). 1년 후, 계약 사원으로서 면담하러 온 하루코와 재회했다. 드라마내에서 사용하고 있던 휴대 전화는 SH903i의 사파이어 블루이다.
아사노 츠토무 - 카츠지 료(연수입：475만엔)
23세, 〈S&F〉 영업부 마케팅과 신입사원. 곤충 매니아이기로 틈만 나면 곤충 채집을 하러 가는 취미가 있다. 매우 사이의 좋은 누나가 있다. 파견 사원으로 회사에 온 미유키에 사랑을 한다. 제9화에서는, 마케팅과에 대해 비상식적인 태도로 행동한 후배 나스다 토오루에게 꾸짖어, 고개를 숙이게 해 사과하게 시킨다. 이후에 사토나카와 함께 영업부 판매2과에 이동이 된다. 이 1년의 기간은 그에게 사회인으로서 자각을 키우게 한 시간이다.
쿠로이와 쿄코 - 이타야 유카(연수입：520만엔)
30세, 〈S&F〉 영업부 판매2과 사원. 쇼지·사토나카와는 입사 동기로서, 빠르고 정확하게 일 처리하는 캐리어 OL이다. 쇼지와 마찬가지로 파견은 차별하는 게 당연하다고 생각하는 주의의 사람이다. 그래서 파견 사원에게는 “파견직!”이라고 부른다. 다만, 미유케에게는 이따금씩 친절을 배풀거나 상냥한 말을 걸 때도 있다. 처음에는 하루코를 적대하였지만, 최종화에서 일의 모토가 그녀와 비슷한 것을 알고 나서 하루코와 의기 투합하고 있다. 잘 웃지 않는 하루코가 그녀에게 웃는 얼굴을 보이는 장면도 있다. 동기 쇼지를 사랑하는 듯한 장면도 있었지만, 정작 쇼지는 알지 못한다. 사토나카가 영업2과로 이동되면서, 영업부 마케팅과 주임으로 승진. 신입사원인 나스다 토오루는 그녀의 골칫거리이다.
히토츠기 신야 - 야스다 켄 (연수입：402만엔)
30세, 파견 회사 ‘파견 라이프’의 매니저. 파견 사원의 프로필이 기재되어 있는 검은 파일을 항상 가방에 넣어 갖고 다닌다. 항상 겸손하고, 신입 파견 미유키와 인간미 없는 특A 파견 하루코가, 어떻게든 계약 만료때까지 무사히 일을 끝마칠 수 있도록 분주히 움직인다.또 〈S&F〉의 마케팅과, 미유키가 고안한 〈파견 도시락〉의 1000명 앙케이트때에는 ‘파견 라이프’에 등록된 파견 직원들을 협력시키거나 판매 선전에서도 마케팅과를 돕고 있다. 미유키가 하루코의 휴대 전화에 걸고 있는 장면이 몇 번 있었는데, 이것은 히토츠기가 미유키에게 전화 번호를 가르쳐 준 것이다. 그러나 쇼지가 하루코의 번호를 가르쳐 달라고 이야기 했을 때에는, 개인 정보를 이유로 거절하였다.
오가사와라 시게루 - 코마츠 마사오(연수입：480만엔)
62세, 〈S&F〉촉탁 사원. 정년 전에는 열심히 일하는 세일즈맨이었지만, PC도입으로 인해 전자문서화 되면서 뒤따라 가지 못하고, 현재는 이메일조차 제대로 보지 못하고, 자료 정보 수입을 위해 백화점에 나가도 미아가 되는 등, 대부분 현대의 일에는 제대로 따라오지 못한다. 회사를 사랑하는 마음은 누구보다 강하고, 촉탁이라고 해도 회사에 남아 있을 수 있던 것은 동기 키리시마 부장의 배려이기도 하다. 연령을 연유료 결국 인사부가 촉탁 계약을 중단을 결정하지만, 국세청의 〈S&F〉사찰때 분식 결산이 아닌 것을 증명하는 5년 전의 자필 전표를 찾아내 그 공으로 계약이 연장되었다. 한번은, “노병은 떠나야 한다 老兵は去るべき”라고 촉탁 연장 갱신을 하지 않기로 결정하였다. 그렇지만, “멋지게 회사를 떠나는 것은, 파견만의 전매 특허. 사원이라면 사원답게 회사에 매달리세요. カッコよく会社を去るのは、ハケンの専売特許。社員なら社員らしく会社にしがみついて下さい. ”라고 독특한 표현으로 하루코에게 이야기를 듣고 회사에 남을 것을 결정한다. 이것을 계기로, 시게루를 쓸모없다고 느낀 하루코에게 그에 대한 견해를 바꾸는 계기가 되었다. 이후 사토나카, 아사노가 영업부 판매2과로 이동하고, 오가사와라가 유일하게 마케팅과 신설때부터의 계속한 사원이 되었다. 미유키가 소개 예정 파견이 되었을 때는 컴퓨터를 어느 정도 자유롭게 사용할 수 있게 되어, 나름대로 PC로의 작업도 할 수 있게 되었다. 밝고 온화한 성격이지만 사람의 좋고 싫음은 확실해 싫은 인간에 대해서는 잘 대해주지 않는다.
타케이 히토미 - 시미즈 유키(연수입：253만엔)
23세, 2007년 3월까지 영업부 판매2과로 근무하고 있는 파견 사원. 시마다와 함께 있는 적이 많다. 하루코, 미유키가 계약 종료로 회사를 떠난 대신에 같은해 4월부터 영업부 마케팅과로 업무 계약이 변경이 된다.
시마다 - 이리야마 노리코(연수입：269만엔)
24세, 2007년 3월까지 히토미와 같은 영업부 판매2과로 근무하고 있는 파견 사원. 사토나카를 좋아한다. 히토미와 같이 같은해 4월부터 하루코, 미유키가 계약 종료로 회사를 떠난 대신 영업부 마케팅과로 업무 계약이 변경이 된다.
콘 코사쿠 - 카미치 유스케(연수입：420만엔)
30세, 하루코의 의견으로 키리시마가 새롭게 영업부 마케팅과에 발령 받은 파견 사원. PC에 매우 유능하여 파워 포인트가 무엇보다 뛰어나다. 아내와 아들이 있다. 안티 파견 주의인 쇼지를 싫어하지만, 〈파견 도시락〉의 기획을 양보하고 “이 기획에 좋은 장점도 있다”고 기획을 재검토 하였다. 〈S&F〉의 계약이 종료한 뒤에, 자신이 이상으로 하고 있던 〈동일 노동〉·〈동일 임금〉의 제도 도입으로 정식 사원과 파견의 격차가 없는 회사에서 계약하고 일하기 시작한다.
아마야 마유코 - 시라카와 유미
58세, 〈타블라오 (Tablao)〉의 주인. 하루코의 엄마의 친구. 하루코가 마음을 열고 이야기하는 몇 안되는 존재. 고민하는 미유키의 모습을, 파견 사원 초기 무렵의 하루코를 닮고 마치 그 때의 하루코를 지켜보는 것 같은 표정으로 접하고 있다. S&F의 회장 미야베와는, 예전부터 알던 사이로, 키리시마 부장도 〈타블라오 (Tablao)〉의 단골 손님이다.
아마야 류토 - 시로타 유우
20세, 플라맹고 기타리스트. 마유코의 외아들. 아빠는 스페인인으로 라틴 기질. 하루코의 마음을 이해하는 몇 안되는 사람.
키리시마 토시로 - 마츠카타 히로키(연수입：1600만엔)
60세, 〈S&F〉영업 부장. 오가사와라와는 동기로 현재도 무언가를 걱정하고 있다. 또 쇼지나 사토나카가 입사했을 때에 “회사는 가족 会社は家族”이라는 말을 하는 등, 지금도 많은 아랫직원들에게 존경받는 상사로 대체로 친절한 태도로 부하에게 접하고 있다.아내는 예전에 파견 사원. 일찍이 총무부에 파견으로 일했던 하루코의 일하는 태도를 눈여겨, 그녀를 영업부에 불러온 장본인이기도 하다. 정식 사원을 고용하기보다 대신 파견 사원을 고용하는 것은, 인건비 삭감을 위해 기업으로서 당연이라고 생각하며 오오마에와 절대인 신뢰를 대는 등 파견 사원의 능력을 인정하는 넓은 그릇을 가지고 있기도 하다. 중요한 프로젝트에는 반드시 오오마에에게 도움을 부탁하여 이모저모에서 부하 정식 사원들보다 하루코를 신뢰하고 있는 것을 엿볼 수 있다. 미유키의 면접에서는 분명한 스킬 부족을 헤아리고 있었지만, “오오마에씨가 계약해 준다면 大前さんが契約してくれるなら”이라는 조건으로 미유키도 받아들였다. 그러나, 회사 조직을 유지하기 위해서 파견과 정식 사원의 역할을 명확하게 구별하는 확고한 신념도 가지고 있어 사원과 파견의 구별을 지니지 않고 동일하게 생각하는 사토나카에 대해서는, “저 녀석은 회사를 이해하지 못해 あいつは会社が判っていない”라고 말하면서 한 번은 해고 시켜버리는 등의 냉철한 면을 보였다. 또 쇼지에 대해서도 “길러온 개에게 손을 물렸다 飼い犬に手を噛まれた”라고 말하면서 보수적인 면도 들여다 보인다. 취미는 검도로, 휴일은 도장에서 아이들을 지도하고 있다. 백인일수 도 자신있는 부분이다.

## 오오마에 하루코의 소지 자격증
* 하단의 자격증은 드라마를 기초로 작성하였다.
운전
- 보통자동차 1종 면허(한국의 2종 보통 자동차면허에 해당)
- 대형자동차 1종 면허
- 대형자동차 이륜기 면허
- 차량 건설기계 운전 자격

외국어
- 스페인어 회화
- 러시아어 회화

동물
- 개훈련사
- 햇병아리 감별사

의료계
- 간호사
- 조산사
- 안마맛사지 지압사

무도
- 검도4단

조리
- 조리사
- 복어조리사
- 식품위생 관리자

그 외
- 승강기 검사
- 위험물 취급자
- 핵연료 취급 주임자
- 미용 자격
- 아로마테라피
- 스카이다이빙

## 스탭
- 각본：나카소노 미호
- 음악：칸노 유고
- 음악 프로듀서：시다 히로히데
- 협력：일본 TV 영상 센터, 일본TV 아트
- 촬영 : 나가시마 히데후미
- 편집 : 타카하시 미노루
- 의상 : 마에다 유미코
- 조명 : 츠노다 신진
- 내레이션：타구치 토모쿠로
- 프로듀서：하제야마 유코, 우치야마 마사히로
- 연출：나구모 세이이치, 사토 토야, 시게야마 요시노리, 요시노 히로시
- 제작 협력：오피스 크레센도 (Office Crescendo)
- 제작 저작권：일본 TV

## 관련음반

### 주제곡
- 中島美嘉 / 見えない星(보이지 않는 별) (레이블 : Sony Music Associated Records Inc.)

### Original Sound Tracks
1. ハケンの品格-MAIN THEME-
2. アンダルシアの風
3. 特Aのスキル
4. 彼女の過去
5. 営業の力!
6. 災いの予感
7. ハケンのプライド?
8. デスクの花
9. 心の痛み
10. 独特の美学
11. 怒りの矛先
12. エスプレッソの香り
13. ハケンの掟
14. 本日の業務
15. リスクの回避
16. 夢のあとに
17. 正社員のプライド
18. 流浪の民
19. 涙のあとに
20. 明日への希望
21. ハケンの品格-MAIN THEME Alt Ver.-
22. 見えない星-Inst.Ver.-

## 시청률
| 각 화                                                     | 방송일          | 부제                                                                    | 관동(NTV) | 칸사이(YTV) | 삿포로(STV) |
| --------------------------------------------------------- | --------------- | ----------------------------------------------------------------------- | --------- | ----------- | ----------- |
| 1                                                         | 2007년 1월 10일 | 일하는 것이 사는 것…슈퍼 파견 등장! 働く事は生きること…スーパー派遣登場 | 18.2%     | 19.0%       | 27.0%       |
| 2                                                         | 2007년 1월 17일 | 대전쟁! 파견 vs 정사원 大戦争！派遣vs正社員                             | 18.6%     | 19.3%       | 25.9%       |
| 3                                                         | 2007년 1월 24일 | 사원의 우정·파견의 인의 正社員の友情・派遣の仁義                        | 18.8%     | 19.6%       | 22.4%       |
| 4                                                         | 2007년 1월 31일 | 사랑과 시급 恋とお時給                                                  | 20.1%     | 20.6%       | 24.5%       |
| 5                                                         | 2007년 2월 7일  | 시급 침략자 VS 해삼 대선배 お時給インベーダー VS ナマコ大先輩           | 18.6%     | 21.3%       | 24.2%       |
| 6                                                         | 2007년 2월 14일 | 눈물의 잔업 발렌타인 涙の残業バレンタイン                               | 20.7%     | 23.5%       | 24.7%       |
| 7                                                         | 2007년 2월 21일 | 기획 경쟁에 사랑은 엄금! 企画コンペに恋は厳禁                           | 20.2%     | 22.0%       | 27.2%       |
| 8                                                         | 2007년 2월 28일 | 파견에게 프로포즈!? 派遣にプロポーズ!?                                  | 19.9%     | 20.6%       | 26.8%       |
| 9                                                         | 2007년 3월 7일  | 슈퍼 파견의 과거 スーパーハケンの過去                                   | 19.9%     | 21.2%       | 25.2%       |
| 최종회                                                    | 2007년 3월 14일 | 계약 종료!! 슈퍼 파견의 마지막 기술 契約終了!! スーパー派遣最後のスキル | 26.0%     | 25.6%       | 26.3%       |
| 평균 시청률20.1%(비디오 리서치·칸토 지구에서 조사하였다.) |                 |                                                                         |           |             |             |

## 기타
- 파견사원을 테마로 다루고 있다는 점도 있어 이와 관련 있는 human(컴패니 스쿨, 인재파견, 간호 파견 등을 운영하는 회사)과 템플스탭(인재파견회사)이 스폰서로 참여하고 있다.

- 작품 속에서 사용되고 있는 핸드폰 역시 스폰서인 NTT도코모(NTT DoCoMo)의 기종으로 주연인 시노하라 료코가 사용하는 핸드폰은 본인이 au의 CM에 출연하고 있기 때문인지 A5521K라 생각되는 기종이 사용되고 있다.

- 회사명으로 사용되고 있는 S&F는 spoon & fork의 약자이다.

- 코단샤의 만화잡지 〈디저트〉의 증간판인 《The 디저트》의 3월호와 4월호에 만화화되어 연재되고 있다. 내용면에서는 드라마와 거의 같지만, 미유키의 시점에서 그려지고 있다는 점이 특징이며 등장인물에 따라 드라마와는 전혀 다른 캐릭터가 디자인되어 있다.

- 홋카이도를 중심으로 활약해온 오오이즈미 요와 야스다 켄이 출연하고 있다는 점도 있어 삿포로 TV 방송의 시청률에서 제1화가 27.0%라는 타 지역보다 훨씬 높은 수치를 기록했다. 이 경향은 계속해서 이어져 평균시청률이 25%를 넘었다. 그리고 삿포로TV의 자회사인 STV 라디오에서도 광고가 흐르기도 했다.

- 비디오 리서치의 칸토지구 조사에 따르면 NTV 수요 10시 드라마 중에서는 《속 별의 금화》이래 처음으로 평균시청률이 20%를 넘는 성적을 달성했다. 전 분기 드라마인《 14세의 어머니》의 평균시청률을 1.5포인트 상회했으며 최종회 시청률은 26.0%를 기록(칸사이 25.6%, 삿포로 26.3%), 순간 최고 시청률은 라스트 씬인 28.9%를 기록했다.

- 제6화에 등장하는 초콜렛 가게 〈실스마리오〉는 일본에 실재 있는 가게인 〈실스마리아(シルスマリア)〉를 모델로 한 듯하며 〈실스마리오〉의 사장으로 모타이 마사코가 깜짝 출연하고 있는데 나카조노 미호 각본 & 시노하라 료코 주연의 첫 번째 작품인 《아네고-누님-》에서도 제8화에서 청소부원으로 깜짝 출연하고 있다.

- 2007년 3월 28일에 발표된 메이지 야스다 생명의 신입사원 앙케이트 조사에 따르면 ‘이상적인 여성상사’1위로 시노하라 료코가 뽑혔다.

- 사실상 파견사원이 이 드라마에서처럼 파견회사가 의뢰한 것 이상의 직무까지 하는 일은 없으며 만약 실제로 그런 일이 있다면 그것은 노동기준법 위반이라는 지적도 있었다고 한다.

- 시급 3000엔 이상의 파견직무는 IT업계를 중심으로 정말 존재하기도 하지만 극중의 오오마에 하루코 같은 사무직에서는 극히 드물다.

- 드라마 최종회가 26%라는 높은 시청률을 기록한 점도 있어 방송 중에서부터 이미 파트 2의 제작이 결정, 2007년 가을 방영된다는 소식이 돌기도 했으나, 방영 시기는 아직 미정이다.

## 관련 상품
파견의 품격 DVD (2007년 6월 27일 발매)
- 파견의 품격 DVD-BOX ¥18,060

총10화 전부 수록 (총 478분 + 특전영상)
- 파견의 품격 VOL.1 ¥3,990

제1 - 2화 수록 (총 100분)
- 파견의 품격 VOL.2 ¥3,990

제3 - 4화 수록 (총 92분)
- 파견의 품격 VOL.3 ¥5,040

제5 - 7화 수록 (총 138분)
- 파견의 품격 VOL.4 ¥5,040

제8 - 10화 수록 (총 138분)

## 한국어 리메이크 버전
- 지난 2013년, KBS 2TV에서 만능사원 오오마에를 리메이크한 월화미니시리즈 '직장의 신'이 방영되었다. '직장의 신'의 주연으로는 김혜수와 오지호가 발탁됐다.[6]